# Стажиково
Стажиково (пол. Starzykowo, нім. Groß Stärkenau) — село в Польщі, у гміні Ілава Ілавського повіту Вармінсько-Мазурського воєводства.
Населення — 215 осіб (2011).
У 1975-1998 роках село належало до Ольштинського воєводства.

## Демографія
Демографічна структура станом на 31 березня 2011 року:
|          | Загалом | Допрацездатний вік | Працездатний вік | Постпрацездатний вік |
| -------- | ------- | ------------------ | ---------------- | -------------------- |
| Чоловіки | 108     | 22                 | 79               | 7                    |
| Жінки    | 107     | 31                 | 64               | 12                   |
| Разом    | 215     | 53                 | 143              | 19                   |